# Jade Pettyjohn

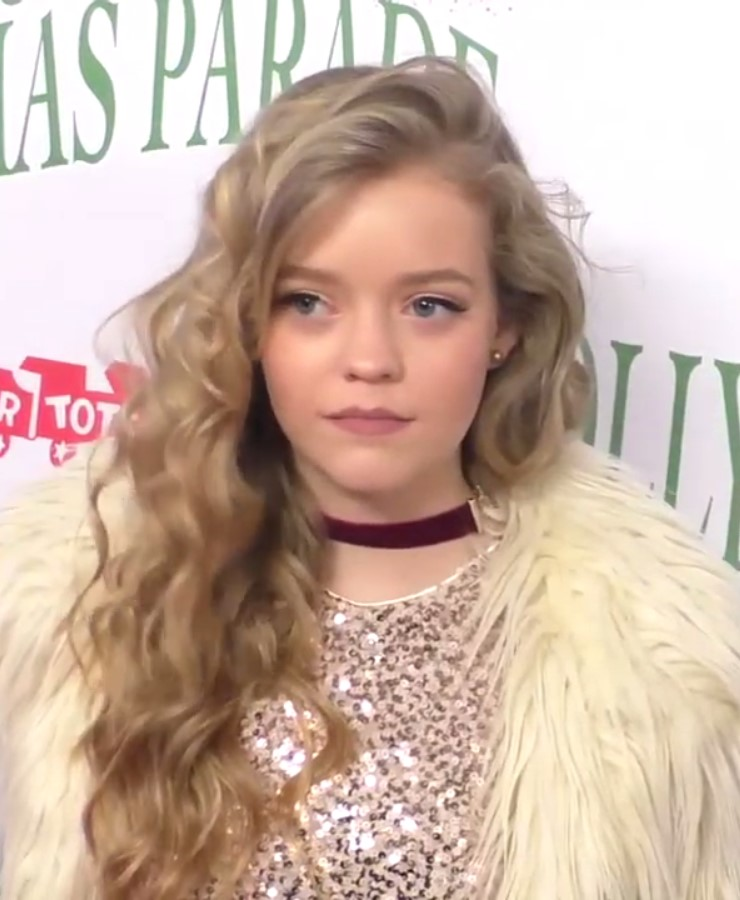
Jade Pettyjohn, 2016

Jade Pettyjohn (* 8. November 2000 in Los Angeles, Kalifornien) ist eine US-amerikanische Schauspielerin. Sie wurde durch die Rollen McKenna Brooks in dem Film An American Girl: McKenna Shoots for the Stars, Chloe Hartman in der Serie Henry Danger und Summer in der Serie School of Rock bekannt.

## Leben
Im Alter von sieben Jahren begann Pettyjohn ihre Schauspielkarriere. In der Serie Henry Danger hatte sie drei Auftritte als Chloe Hartman. Von 2016 bis 2018 spielte sie die Hauptrolle der Summer in der Serie School of Rock.

## Filmografie
- 2008: The Mentalist (Fernsehserie, Episode 1x04)
- 2012: Grimm (Fernsehserie, Episode 2x07)
- 2012: An American Girl: McKenna Shoots for the Stars
- 2012–2013: Revolution (Fernsehserie, 3 Episoden)
- 2014: Cowgirls ’n Angels 2 – Dakotas Pferdesommer (Cowgirls 'n Angels: Dakota's Summer)
- 2014: All I Want for Christmas (Fernsehfilm)
- 2014–2015: Henry Danger (Fernsehserie, 3 Episoden)
- 2014–2015: The Last Ship (Fernsehserie, 6 Episoden)
- 2016: Shangri-La Suite
- 2016: Girl Flu.
- 2016: Pure Genius (Fernsehserie, Episode 1x07)
- 2016–2018: School of Rock (Fernsehserie, 45 Episoden)
- 2017: Rufus 2 (Fernsehfilm)
- 2017: The Black Ghiandola (Kurzfilm)
- 2017: Nicky, Ricky, Dicky & Dawn (Fernsehserie, Episoden 3x23–3x24)
- 2018: Trial by Fire
- 2018: Destroyer
- 2019: Jean Seberg – Against all Enemies (Seberg)
- 2019: The Righteous Gemstones (Fernsehserie, 2 Episoden)
- 2019: Deadwood - Der Film
- 2020: Little Fires Everywhere (Miniserie, 7 Episoden)
- 2020–2021: Big Sky (Fernsehserie, 8 Episoden)
- 2022: Fire Country (Fernsehserie, 2 Episoden)
- 2023: Fish Out of Water (Kurzfilm)
- 2024: AMFAD All My Friends Are Dead
- 2024: Monster: Die Geschichte von Lyle und Erik Menendez (Monster: The Lyle and Erik Menendez Story, Fernsehserie)
- 2025: Doctor Odyssey (Fernsehserie, Episode 1x11)
- 2025: The Rookie (Fernsehserie, Episode 7x16)